# Dibenzothiophène
Le dibenzothiophène (DBT) est un composé aromatique tricyclique, constitué de deux cycles de benzène fusionnés avec un cycle de thiophène central.
Il se présente sous la forme d'un cristal incolore, et réagit chimiquement de façon similaire à l'anthracène. Cet hétérocycle tricyclique, et plus spécifiquement ses dérivés alkylés sont largement présents dans les fractions les plus lourdes du pétrole.

## Synthèses et réactions
Le dibenzothiophène est préparé par réaction entre le biphényle et le dichlorure de soufre, en présence de trichlorure d'aluminium.
Sa réduction par le lithium résulte en la rupture d'une liaison C-S. Une S-oxydation donne une sulfone plus labile que le dibenzothiophène initial. Avec le n-butyllithium, l'hétérocycle subit une lithiation par étape, aux positions 4 et 6.